# Bahij al-Khatib
Bahij Bay al-Khatib o Bahidj Bey al-Khatib (àrab: بهيج بك الخطيب, Bahīj Bak al-Ḫaṭīb) (1899-1981) fou un funcionari i president de Síria del 10 de juliol de 1939 al 16 de setembre de 1941. El president Bahidj Bey al-Khatib va néixer i es va educar al Mont Líban, a Souk al-Gharib.
Al-Khatib era d'una família musulmana sunnita aristocràtica notable al Xuf, al Mont Líban, que no havia intervingut en política. Bahij era comerciant d'oli a Beirut i partidari de relacions fraternals entre els libanesos i els sirians. Va començar la seva carrera política quan es va incorporar al funcionariat establert per França després de la posada en marxa del mandat francès a Síria, el juliol de 1920. En raó de la seva intel·ligència i la seva lleialtat a França i a la administració francesa, fou ascendit a director de policia i de seguretat pública, i va fer una campanya de intimidació i fustigament contra l'oposició nacionalista.
Quan el president Hashim al-Atassi va dimitir el 7 de juliol de 1939 del seu càrrec, en protesta (entre altres raons) per la cessió a Turquia del sandjak d'Alexandreta i pel conflicte sobre 
la independència de la república Siriana amb les autoritats franceses, l'alt comissionat Gabriel Pouaux va suspendre la constitució i va emetre un decret nomenant un consell de directors de departaments com a poder legislatiu i executiu sota la presidència d'un burocrata fidel, que fou al-Khatib, un càrrec equivalent al de President de la república.
Però en raó del esdeveniments de la Segona Guerra Mundial i de les evolucions de la política mundial, va ser posteriorment convidat a dimitir pel dirigent de la França Lliure Charles de Gaulle el 1941 quan britànics i francesos lliures van agafar el control de Síria i el Líban i aviat van constatar que era molt impopular.
No va tornar a participar en política i va morir el 1981.